# East Wemyss
East Wemyss è un villaggio situato sulla costa meridionale del Fife, Scozia, Regno Unito, con una popolazione, secondo il censimento del 2001, di 1 841 abitanti.
East Wemyss è un buon sito per la pesca nonostante la costruzione sulla costa di un muro di difesa dal mare ne abbia reso più problematico l'esercizio.
Nell'area costiera si trovano diverse grotte alcune delle quali contengono incisioni pittiche